# Jicchak ben Moše
Jicchak ben Moše, nazývaný podle svého díla Jicchak Or Zarua, odtud akronymem Riaz (Rabbi Jicchak Or Zarua), podle svého posledního působiště někdy také mi-Wina (z Vídně, hebrejsky יצחק מווינה), (okolo 1180 v Čechách – kolem roku 1260 ve Vídni) byl židovský učenec původem z Čech, pro které používá označení "země Kenánská".

## Život
Jicchak ben Moše studoval v Praze u Jicchaka ha-Lavana a jeho syna Ja'akova ben Jichaka a Abraháma ben Azri'ela.
Poté hodně cestoval po Evropě, působil ve Würzburgu a Řezně, v Bonnu a nakonec ve Vídni, kde strávil posledná roky svého života jako vzdělanec a učitel.
Jeho životním dílem bylo významné halachické kompedium nazvané Or zarua (Světlo zaseté), které v největší úplnosti shrnovalo tehdejší autory z Německa, Čech a Francie. Ze struktury textů vyplývá, že je psal mnoho let. V díle na několika místech výslovně zmiňuje rodné Čechy (jako Čechach, nebo Pihem) i Prahu (jako Praga nebo Prag). Pro vysvětlení některých složitějších frází v textu využívá staročeských glos. Popisuje zde například také postavení Židů v českých zemích 